# Нащёкин, Борис Николаевич
Бори́с Никола́евич Нащёкин (23 июля 1938 — 28 сентября 1993) — советский и российский театральный актёр, кинорежиссёр и педагог. Заведующий кафедрой Кинофотомастерства МГИК (с 1979 года).

## Детство и юность
Родился 23 июля 1938 года в деревне Надеждино Клинского района Московской области. Мать — Надежда Васильевна Нащёкина (Панкратова). Отец — Николай Калинович Нащёкин.
Первые годы жизни Борис Нащёкин прожил в Москве, в районе Филей. Окончил среднюю школу № 590. Занимался в школьном музыкальном кружке, с 6-го класса выезжал на летние каникулы в пионерский лагерь «Озёра», где играл в детском оркестре на духовых инструментах, был горнистом. Начиная с 8-го класса у Бориса проявились склонности к актёрскому искусству, он поступил в школьный драмкружок и стал принимать участие в школьных спектаклях. Затем из школьного драмкружка перешёл в детский театр при дворце культуры им. Горбунова.

## Личная жизнь
Супруга — Сильва Диодоровна Нащёкина. Дети — сын Алексей и дочь Ольга.

## Театр и кино

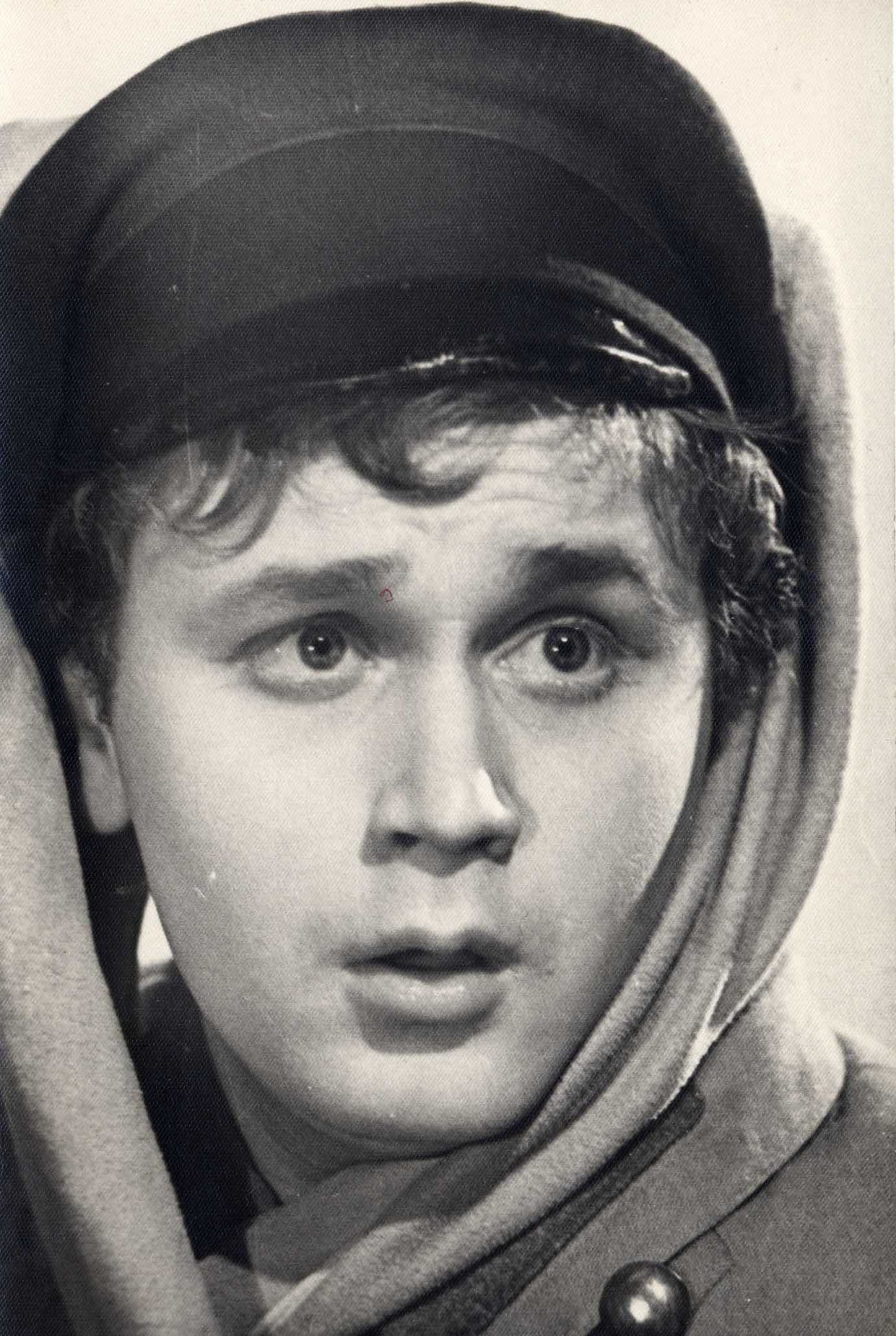
Борис Нащёкин в роли Лариосика в спектакле «Дни Турбиных» Московского театра им. Станиславского, 1958 год

В 1955 году, по окончании 10-го класса, Борис подал документы на поступление в Театральное училище им. Щепкина. Из трёхсот абитуриентов он был в числе 28 человек, которые, пройдя все три тура конкурса, были зачислены студентами училища.
На четвёртом курсе был принят в штат театра им. Станиславского и введён в спектакль «Здравствуй, Катя» по пьесе М. Г. Львовского. Затем последовала большая роль Лариосика в спектакле «Дни Турбиных», которую он долгое время исполнял в очередь с Евгением Леоновым.
В 1959 окончил актёрский факультет театрального училища им. М. Щепкина и был призван в армию, оттуда по окончании службы был уволен в звании младшего лейтенанта. После армии в театр не вернулся, а поступил в духовой оркестр Министерства обороны СССР и работал там в качестве ведущего показательного оркестра (1962—1964). В 1971 году закончил Высшие курсы сценаристов и режиссёров
С 1978 года работал режиссёром на киностудии имени Горького в Москве, в этом же году был снят фильм «Последняя двойка». Являлся автором ряда сценариев научно-популярных фильмов и сюжетов в детском к/ж «Ералаш». Неоднократно был членом и председателем жюри Всесоюзных конкурсов любительских фильмов.

## Педагогическая деятельность
С 1964 года он работал  в  школе-лаборатории № 1 при Академии педагогических наук (ныне школа № 710) в качестве руководителя школьного театра имени М. Ю. Лермонтова. В этом школьном театре под его руководством начали карьеру Вячеслав Долгачёв (художественный руководитель Московского Нового драматического театра) и Татьяна Пеня (художественный руководитель театра-студии «Квадрат»). Вячеслав Долгачёв позднее вспоминал:
Борис Николаевич Нащёкин сыграл в моей жизни, да и в жизни практических всех, кто однажды вошёл в актовый зал московской школы 710 (раньше она именовалась «Школа-лаборатория № 1 при Академии Педагогических наук»), роль, значение которой трудно переоценить.
Будучи профессиональным актёром, решительно изменив свою жизнь, он не отказался от театра, а сделал его важнейшим инструментом педагогической деятельности.
В 60-е годы XX века психология СССР ещё не знала о психодраме и прочих психотехниках с использованием театральных технологий. А Борис Николаевич, скорее, интуитивно — недаром он был актёром по призванию — уловил связь театра и психологического воздействия не только и не столько на зрителей, но в не меньшей степени на самих участников театрального процесса. Он основал Школьный театр, который оказал огромное влияние на формирование всех учеников, прошедших там процесс обучения и воспитания.
Личное обаяние Бориса Николаевича играло немаловажную роль в этом процессе человековедения, и мы, участники школьного театра, называли его между собой ласково — БЭН. Таким он и остался в нашей памяти — большим учителем жизни.

С 1979 года являлся заведующим кафедрой Кинофотомастерства Московского государственного института культуры.

## Фильмография

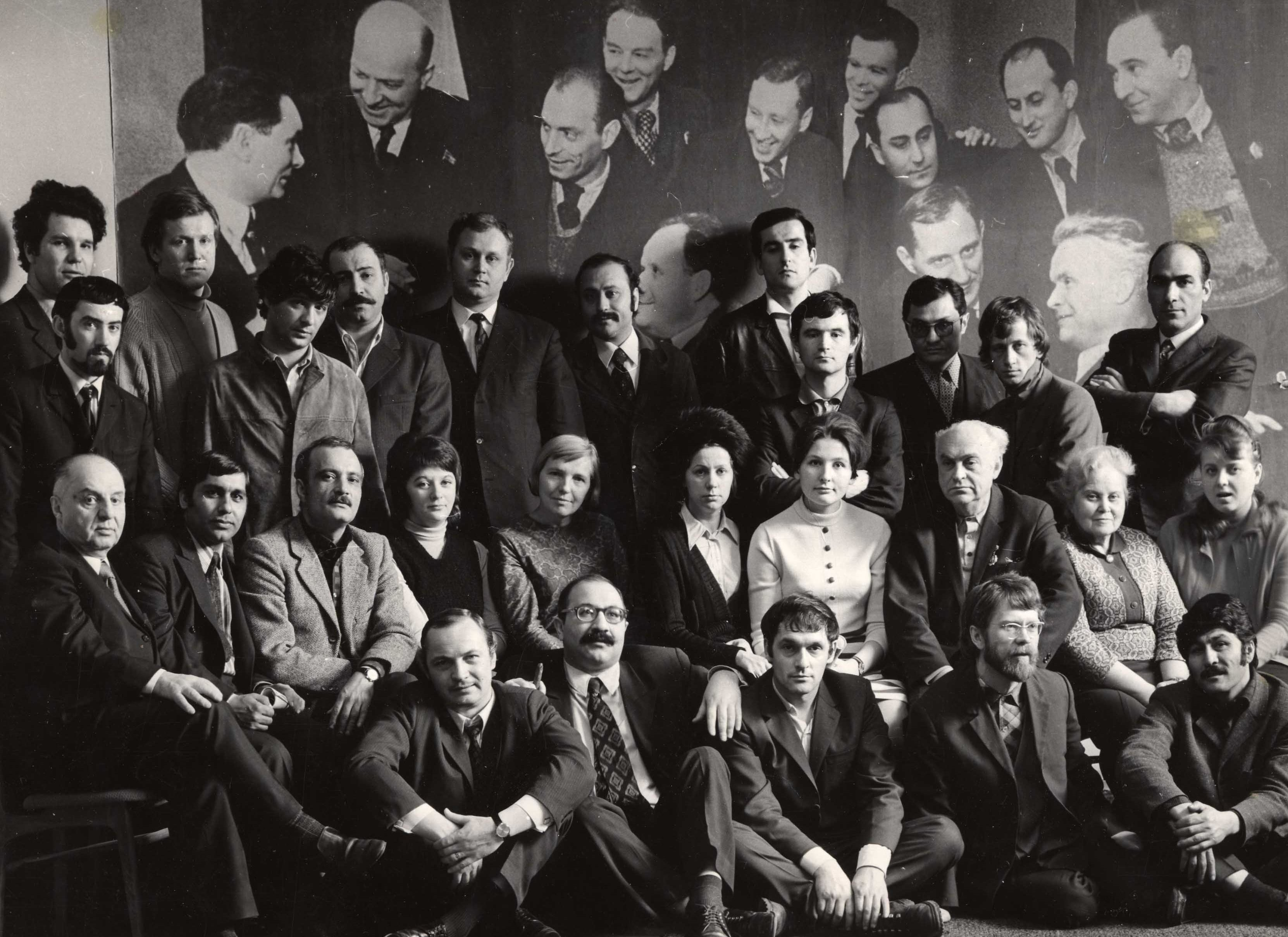
Выпускники Высших курсов сценаристов и режиссёров при Госкино СССР в 1972 году

### Режиссёр
- 1974 — Однажды летом (киноальманах, новелла «Жених и невеста»)
- 1978 — Последняя двойка

#### Режиссёр сюжетов «Ералаша»
- 1976 — Ералаш — Выпуск № 8 (сюжет «Что случилось?»)
- 1979 — Ералаш — Выпуск № 21 (сюжет «Успел»)

#### Автор сценариев к сюжетам «Ералаша»
- 1976 — Ералаш — Выпуск № 8 (сюжет «Что случилось?»)
- 1979 — Ералаш — Выпуск № 21 (сюжет «Успел»)

## Научно-образовательная деятельность
- В 1968 году окончил аспирантуру НИИ общей педагогики Академии педагогических наук СССР.
- В 1972 году защитил степень кандидата педагогических наук (диссертация по теме «Эстетическое образование и воспитание учащихся старших классов в самодеятельном театральном коллективе») и поступил на работу преподавателем в Московский Государственный институт Культуры на кафедру Кинофотомастерства.
- В 1973 году стал старшим преподавателем кафедры.
- С 1979 года стал заведующим кафедрой Кинофотомастерства Московского государственного института культуры.
- В 1980 году получил грамоту Министерства культуры за плодотворную работу по подготовке кадров.
- В 1982 году присвоена учёное звание доцента педагогических наук.

## Смерть

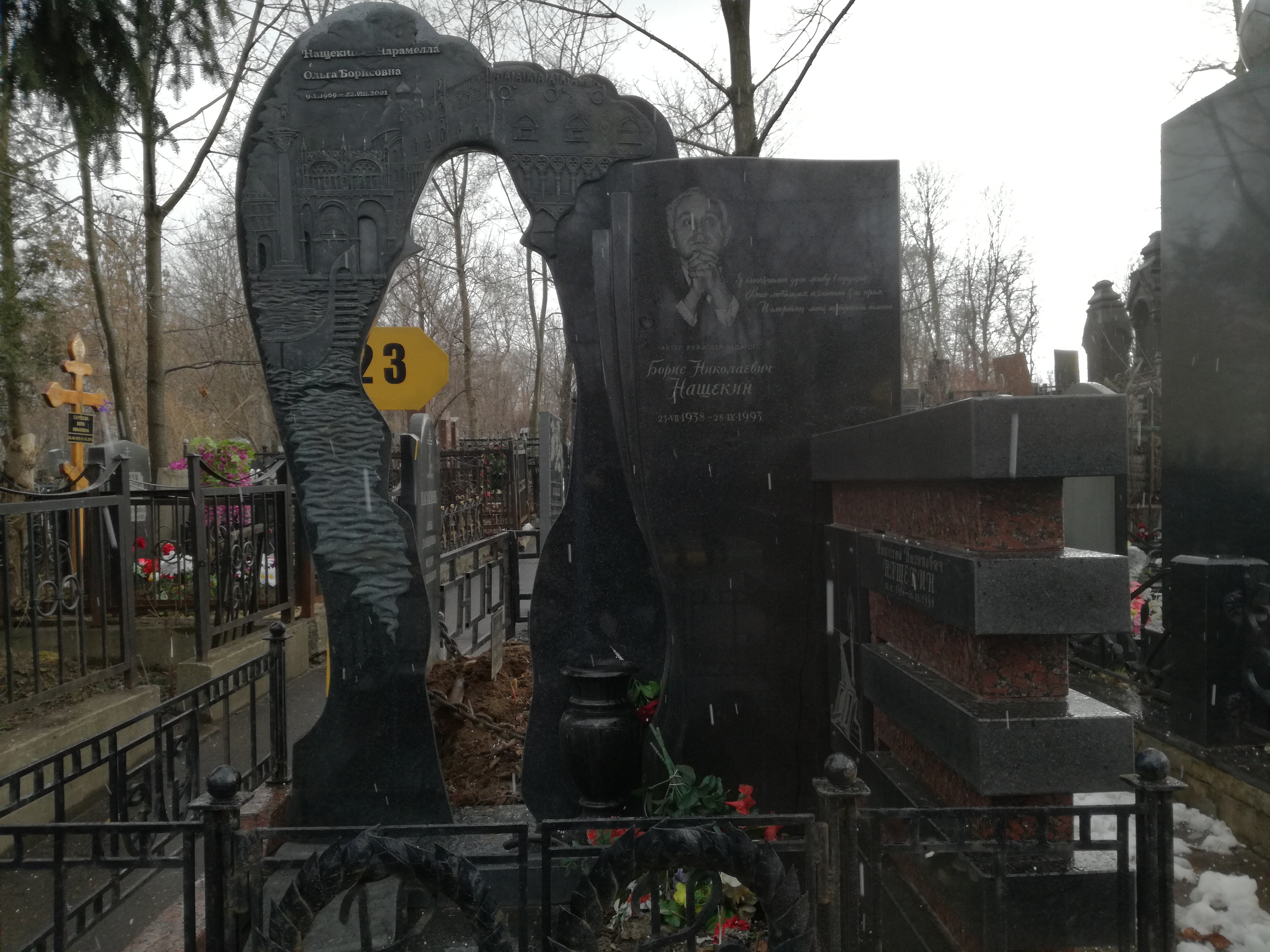
Могила Нащёкина

Борис Николаевич Нащёкин скончался в 1993 году, в возрасте 55 лет. Похоронен в Москве на Даниловском кладбище.

## Публикации
- Нащёкин Б. Н. Литературный спектакль в школьном театре (Московская школа № 710) // Литература в школе : журнал. — 1967. — № 3. — С. 64—71.
- Нащёкин Б. Н. О некоторых воспитательных возможностях школьного театра // Советская педагогика : журнал. — 1972. — № 3. — С. 77—81.
- Нащёкин Б. Н. Эстетическое образование и воспитание учащихся старших классов в самодеятельном театральном коллективе. — М.: Науч.-исслед. ин-т общей педагогики АПН СССР, 1972. — 245 с.
- Ильичёв С. И., Нащёкин Б. Н. Кинолюбительство: Истоки и перспективы. — М.: Искусство, 1986. — 107 с.